# Prussian Blue
«Prussian Blue» — створений у 2003 році американський дует з Каліфорнії, що складається з сестер-близнюків Лінкс Воган Гаід і Лемб Леннон Гаід,. Дівчата народилися 30 червня 1992 року в Бейкерсфілд (Каліфорнія), Лінкс грає на скрипці, Лемб на гітарі, обидві співають.

## Історія
Лінкс та Лемб Гаід уперше заспівали разом на фестивалі білих націоналістів «Єврофест» в 2001 році.  Вони почали вчитися грати на інструментах у 2002 році (Лемб грає на гітарі, Лінкс грає на скрипці).

## Тематика пісень
ЗМІ стверджують, що дівчата називають Голокост «міфом», а тексти їх пісень мають націоналістичний та расистський характер. Великі суперечки викликало їх позитивне ставлення до нацизму: в телевізійному інтерв'ю American Broadcasting Company дівчата схвально відгукнулись про Адольфа Гітлера та Рудольфа Гесса. Під час інтерв'ю ABC близнята, заявили що вони вважають Адольфа Гітлера великою людиною з хорошими ідеями і охарактеризували Голокост як перебільшення. Вони відзначили, що "існує також обговорення відсутності забарвлення берлінською лазур'ю (залишками Циклон Б) в так званих «газових камерах» в концтаборах. Ми вважаємо, що деякі неточності можуть викликати в людей сумніви щодо міфу Голокосту.
Вони також критикували тих, що передбачав, що товари, які вони передали жертвам урагану Катріна, повинні йти не тільки білим людям.
Близнючки мають ще одну сестру на ім'я Дрезден, названої в пам'ять про бомбардування столиці Саксонії Дрездена союзниками під час Другої світової війни. Ця трагедія у неонацистських колах відома як «справжній Голокост».
За даними ABC News, дівчаток навчала дома їх мати, Епріл Гаід, активіст і письменник для білої націоналістичної організації National Vanguard. Дід близнюків по материнській лінії, який живе в Скво-Веллі, штат Каліфорнія, носить свастику на пряжці пояса, використовує нацистські символи на своїй вантажівці, і застосовує їх як тавро для великої рогатої худоби.

## Походження назви дуету
Назва Prussian Blue переводиться з англійської як Берлінська лазур і пояснюється німецьким походженням дівчаток та їх блакитними очима. Однак, в одному з інтерв'ю близнюки визнали, що ця назва також натякає на газ "Циклон Б", який використовувалися в концентраційних таборах. 
Ревізіоністи Голокосту стверджують, що "Циклон Б" не використовувався у газових камерах в Освенцимі, через відсутність слідів берлінської лазурі в зразках цегли, узятих зі стінок газових камер  Фредом Лейхтером. Згідно з деякими теоріями, у будинках, де існує висока концентрація ціанистого водню, він відкладається в стінах і стелі у вигляді блакитної фарби (ферроціанід заліза), відомішої як берлінська лазур (берлінська блакить), і тому вона повинна була бути виявленою в зразках пилу зібраного зі стін цих будівель (Додатково на дану тему дивись: Доповідь Лейхтера).

## Дискографія
- Fragment of the Future (2004)

1. "Road to Valhalla"
2. "Victory Day"
3. "Weiss Weiss Weiss"
4. "Our Vinland"
5. "Sacrifice"
6. "Panzerlied"
7. "The Snow Fell"
8. "Gone with the Breeze"
9. "Aryan Man Awake"
10. "I will Bleed for You"
11. "Hate for Hate: Lamb near the Lane"
12. "Victory"
13. "Sisters"
14. "Skinhead Boy"

- The Path We Chose (2005)

1. "Notes to Lynx"
2. "Hey Hey"
3. "Not a Problem"
4. "The Stranger"
5. "Untitled"
6. "When I'm With You"
7. "Ocean of Warriors"
8. "Green Fields of France"
9. "Changes"

- For The Fatherland (збірник, 2006)

1. "Notes To Lynx"
2. "Hey, Hey"
3. "Not A Problem"
4. "The Stranger"
5. "When I’m With You"
6. "Untitled"
7. "Changes"
8. "Road to Valhalla"
9. "Our Vinland"
10. "Gone With The Breeze"
11. "Weiss, Weiss, Weiss"

### Сингли
- «Your Daddy»
- «Keepers of the Light» (Battlecry featuring Prussian Blue)
- «Stand Up»
- «I Will Bleed For You»

### Публікації
- Nazi Pop Twins at Ourmedia (Documentary on Prussian Blue. In streaming Flash format.)
- Southern Poverty Law Center on Prussian Blue
- Anti-Defamation League article
- Tiny Mix Tapes parody article [Архівовано 30 серпня 2009 у Wayback Machine.]
- NYU Journalism report on Teen People's decision not to feature Prussian Blue
- ABC News article [Архівовано 9 листопада 2010 у Wayback Machine.]
- New York Daily News article
- Daily Telegraph article [Архівовано 25 березня 2008 у Wayback Machine.]
- Interview with GQ Magazine
- MP3 of a call to Inga Barks Show on KERN Newstalk 1410(Bakersfield) from Lamb Gaede
- Interview with Vice Magazine on viceland.com
- Lamb And Lynx Gaede: The Children Of Hate [Архівовано 20 грудня 2010 у Wayback Machine.]